# King's Walden
King's Walden est une paroisse civile et un village du Hertfordshire, en Angleterre.